# Хотел „Старо здање” (Београд)
Хотел „Старо здање” који се најпре звао „Код Јелена” а потом „Гранд-хотел”, био је смештен између улица: краља Петра , Грачаничке, Иван Бегове и Чубрине. Носио је улични број 10, данашње улице краља Петра . Смештен у тадашњем најстрожем центру града, убрзо постаје средиште многих културних, уметничких, забавних и политичких догађања.
Хотел је саграђен на месту старог Цинцар хана. Градња је почела у јесен 1841. године а завршена 1843. године, када је хотел и почео са радом. Пројектант зграде није познат.

## Историјат
Хотел „Старо здање” био је највећа грађевина у Београду све до 1863. године, до изградње Капетан-Мишиног здања. Зидао га је Кнез Михаило Обреновић за време своје прве владавине (1839-1842). Свргнут је са власти 1842. године и није дочекао завршетак градње хотела. На престо Србије долази кнез Александар Карађорђевић. Иако је био ван Србије, кнез Михаило је водио рачуна о хотелу и имао своје заступнике који су у његово име издавали хотел. Зграда је била у власништву кнеза Михаила до његове смрти а онда је хотел наследио краљ Милан. До 1903. године власник хотела био је Александар Обреновић а после његовог убиства, хотел прелази у својину његове мајке краљице Наталије.
Први закупци, на шест година, били су браћа Григорије и Теодор Хариш, трговци из Земуна који у парцијално давали у пазакуп станове и кафане. После великог пожара 1849. године све до 1859. године, нема података ко је био закупац хотела.
Следећи закупац био је Фердинанд Некамти(Некам) од 1859-1880. године. Почетком осамдесетих година „Старо здање” у закуп узимају отац и син, Ђока и Душан Милићевић. Врло брзо и зграда мења назив у „Гранд-хотел” све док Железничка дирекција није заузела целу зграду.
После увођења железничког саобраћаја 1884. године, у једном делу „Гранд-хотела”, била је смештена Дирекција Српских државних железница. Држава је 1903. године откупила хотел од краљице Наталије, па је Железничка дирекција добила целу зграду за своје потребе. Након првог светског рата у згради је смештена Генерална дирекција Југословенских државних железница и ту је остала до рушења зграде.
Нови „Гранд-хотел” саградио је и отворио 1900. године, у Чика Љубиној бр. 20, последњи закупац старог, Ђ. Милићевић. Затворен је у фебруару 1925, због нерентабилности - био је добро посећен али публиком која није много трошила. Остале су неке гостинске собе у једном крилу на гостинском спрату, а хотел је тада преузела Винер Банк Ферајн за канцеларије.

## Изглед зграде
„Старо здање” као најмодернија и највећа грађевина тог времена, са капацитетом од преко 100 соба, није био само хотел већ комбинација данашњег Дома културе и тржног центра са угоститељским, смештајним и другим делатностима.
Сама зграда је имала, подрум, приземље и два спрата. На фасади зграде, на углу улице краља Петра и Грачаничке, налазила се фигура јелена од бронзе. Ово фигура била је на самом улазу у хотелску кафану,па су је зато дуги низ година звали „Код Јелена”. Према Чубриној улици била је одвојена друга кафана „Репата звезда"” коју су називали и механа и гостионица и трахтер и ликерџиница, а која није припадала хотелу.
Зграда се налазила на терену у паду, тако да је највиша тачка била на углу улица Краља Петра и Грачаничке. Одатле је терен падао обема улицама, али много више правцем улице Краља Петра. Због тога је подрум према Грачаничкој улици био приземље према Чубриној. Зграда хотела је имала унутрашње двориште, а у њега се улазило из Грачаничке и из Иван Бегове улице. Двориште је било поплочано великим белим углачаним каменом а било је и украсног дрвећа. Овде је била смештена и мања зграда која је служила као магацин. У двориште се улазило из Иван Бегове улице, кроз високу капију широку 3 метара.
Главни улаз у зграду био је из Грачанике улице и он је био широк 3 метара. Из овог улаза долазило се на степениште које је водило на спратове и према подруму.
У приземљу зграде налазила се велика кафана „Код Јелена” на углу улица краља Петра и Грачаничке, споредне просторије кафане, хотелске собе и станови.
На првом спрату поред хотелских соба и станова налазиле су се и веће заједничке просторије које су се користиле као трпезарије или салони. Други спрат је био имао исти распоред као и први.
„Старо здање” је срушено маја 1938. године и тек 1957. године изграђена је стамбена зграда.

## Занимљивости
Иако је велика кафана „Код Јелена” имала све карактеристике хотелског ресторана, у њој су се често одржавали концерти, балови, свечани пријеми, свадбе. У великој сали почиње са радом и позориште, плесна школа а неколико пута овде су одржане и циркуске представе. Одржавани су и политички скупови и разне седнице и састанци.
У хотелу „Старо здање” одседале су стране мисије, путописци али и наше познате личности и трговци. У сали је постојао "водени сто", јер се за њим послуживала само вода, за којим су се окупљали државници и угледни јавни радници, елита Београда, чија су размишљања о догађајима имала великог утицаја.
- Данашња зграда на углу улице краља Петра и Грачаничке(2021.г).
- Угао Грчаничке и Иван Бегове улице (2021. г.)
- Зграда и локали на углу Чубрине и Иван Бегове улице (2021.г.)